# Динамо (футбольный клуб, Тбилиси)
«Дина́мо» (груз. დინამო თბილისი) — грузинский футбольный клуб из Тбилиси.
Самая известная из грузинских команд, одна из сильнейших команд чемпионата СССР. Двадцать раз «Динамо» выигрывало медали чемпионата СССР, включая два чемпионства в 1964 и 1978 годах. По количеству бронзовых наград (13) является рекордсменом чемпионата СССР. Главным триумфом клуба является победа в 1981 году в Кубке кубков. В финале, который проходил в Дюссельдорфе, грузинская команда победила восточногерманский клуб «Карл Цейсс» 2:1.
В 1990 году, когда грузинские клубы вышли из состава чемпионата СССР и начали проводить собственные соревнования, команда изменила название на «Иберия», но спустя некоторое время вернулась к первоначальному названию — «Динамо».

## История

### 1920-е годы
История тбилисского «Динамо» начинается с осени 1925 года, после того как руководство спортивной организации «Динамо» основало в Тифлисе футбольный клуб.
Первую встречу «Динамо» провело в Баку с местными динамовцами 6 января 1926 года. Более опытные бакинцы выиграли встречу 1:0. Состав тбилисцев на том матче выглядел так: Давид Цомая, А. Почхуа, М. Бланкман, И. Фёдоров, Н. Аникин, А. Гонель, А. Пивоваров, О. Голдобин, А. Галперин, С. Масленников, В. Цомая. Спустя три дня динамовцы приняли другую бакинскую команду, «Прогресс», и обыграли её с крупным счётом 3:0.
Несмотря на то, что в середине 1930-х «Динамо» показывало неплохие результаты — дома со счётом 9:5 обыграли флагмана советского футбола московское «Динамо», со счётом 3:2 переиграли ленинградское «Динамо» — управляющие органы советского футбола в первом чемпионате СССР не допустили тифлисцев в высшую лигу.
Тем не менее, «Динамо» обыграло в турнире из шести соперников пятерых и завладело путёвкой в высшую лигу. В этих играх за «Динамо» выступали следующие игроки: Александр Дорохов, Шота Шавгулидзе, Эдуард Николаишвили, Григол Гагуа, Владимир Бердзенишвили, Николай Аникин, Илья Панин, Михаил Бердзенишвили, Борис Пайчадзе, Михаил Асламазов, Николай Сомов и Александр Абашидзе.

### 1930-е годы

Анонс матча Финал Кубок СССР по футболу 1936. «Локомотив» Москва — «Динамо» Тбилиси

Первая игра «Динамо» в высшей лиге — встреча с одноклубниками из Киева. Игра завершилась вничью 2:2. В команде отличились Николай Сомов и Борис Пайчадзе. Этот матч тифлисцы провели следующим составом: Александр Дорохов, Шота Шавгулидзе (Эдуард Николаишвили), Бука Бердзенишвили, Николай Аникин, Владимир Джорбенадзе, Григол Гагуа, Илья Панин, Михаил Бердзенишвили, Борис Пайчадзе, Михаил Асламазов, Николай Сомов.
Первую победу «Динамо» одержала 25 сентября в Тбилиси в игре против московского «Спартака». Победный мяч забил Михаил Бердзенишвили. В дебютном сезоне «Динамо» завоевало третье призовое место, а также в четвертьфинале Кубка СССР в Москве обыграли «Спартак» со счётом 6:3. «Динамо» в 1936 году выходит в финал Кубка СССР и в решающей игре проигрывает 0:2 московскому «Локомотиву». Во второй половине 1930-х годов «Динамо» является одной из сильнейших команд СССР. Команда дважды становится вице-чемпионом страны, один раз завоёвывает бронзовые медали, дважды выходит в финал и дважды играет в полуфинале Кубка.
В 1937 году «Динамо» в первый раз сыграло международный матч, в стране гостила сборная басков. «Динамо» с испанцами сыграло в Тбилиси 24 июля, баски выиграли со счётом 2:0. В 1944 году «Динамо» приняло участие в первом иностранном турнире, тбилисцы гостили в Иране и в октябре 1944 года в Тегеране и провели два матча: 20 октября выиграли 5:1 у сборной Ирана, а спустя неделю у сборной Тегерана со счётом 4:0.

### 1940—1950-е годы
Чемпионат СССР возобновился в 1945 году, и в составе «Динамо» появились новые лидеры: Гайоз Джеджелава, Нияз Дзяпшпа, Андрей Зазроев, Владимир Элошвили, Автандил Чкуасели, Владимир Маргания, Георгий Антадзе. В те годы стал динамовцем Автандил Гогоберидзе, который по сей день является многократным рекордсменом тбилисского клуба. В советском чемпионате провёл 341 встречу и забил 127 голов. В 1953 году «Динамо» приблизилось к чемпионству, но уступило золотые медали.
Со следующего сезона в истории «Динамо» начинается кризисный период, и с 1954 по 1958 год тбилисцы не могли подняться выше седьмого места. В те годы в команде появились новые игроки, которые в 1964 году принесли клубу чемпионский титул. Шота Яманидзе, Владимир Баркая, Сергей Котрикадзе, Михаил Месхи, Борис Сичинава, Гурам Петриашвили, Заур Калоев, Джемал Зейнклишвили и другие игроки примерили форму команды в кризисные годы для «Динамо».
В эти же годы, с 1955 по 1959, в составе тбилисского «Динамо» играл Зураб Соткилава, ставший в дальнейшем прославленным оперным певцом, Народным артистом СССР.

### 1960-е годы
В 1964 году «Динамо» становится чемпионом СССР. Команда во главе с Гавриилом Качалиным в первенстве набрала одинаковое количество очков вместе с московским «Торпедо», и это дало ей право на решающую игру. В золотом матче 18 ноября в Ташкенте «Динамо» обыграло «Торпедо» со счётом 4:1.
Во второй половине 1960-х и в начале 1970-х в составе «Динамо» играли Михаил Месхи, Слава Метревели, капитан сборной СССР Муртаз Хурцилава, Реваз Дзодзуашвили, Кахи Асатиани, Гоча Гавашели, Гурам Петриашвили, Пируз Кантеладзе, Гиви Нодия, Леван Нодия.

### 1970-е годы
В начале 1970-х в «Динамо» пришли Давид Кипиани, Владимир Гуцаев, Шота Хинчагашвили, Манучар Мачаидзе.
С 13 сентября 1972 года динамовцы включаются в евротурниры. В дебютном сезоне «Динамо» сыграло в Кубке УЕФА. Первую встречу тбилисцы сыграли с голландским клубом «Твенте» и одержали победу со счётом 3:2.
В 1973 году «Динамо» выигрывает свой первый международный трофей — в испанском городе Уэльва тбилисцы обыгрывают «Атлетико Мадрид», затем выигрывают у лиссабонской «Бенфики» и завоёвывают главный приз — Кубок Каравеллы Колумба.
С 1976 года тренером команды назначают Нодара Ахалкаци, человека, с именем которого связано самая большая победа в истории «Динамо». После прихода Ахалкаци «Динамо» дважды завоевало бронзовые медали чемпионата СССР и в первый раз выиграло Кубок СССР. Финал состоялся в Москве 3 сентября 1976 года. «Динамо» обыграло «Арарат» из Еревана со счётом 3:0. В 1977 году «Динамо» становится вице-чемпионом.
В 1978 году «Динамо» второй раз становится чемпионом СССР. В то время в «Динамо» сверкали такие игроки, как Давид Кипиани, Гоча Мачаидзе, Манучар Мачаидзе, Александр Чивадзе, Шота Хинчагашвили, Тамаз Костава, Давид Гогия, Вахтанг Коридзе, Рамаз Шенгелия, Пируз Кантеладзе, Виталий Дараселия, Владимир Гуцаев, Тенгиз Сулаквелидзе, Реваз Челебадзе, Отар Габелия, Нодар Хизанишвили.

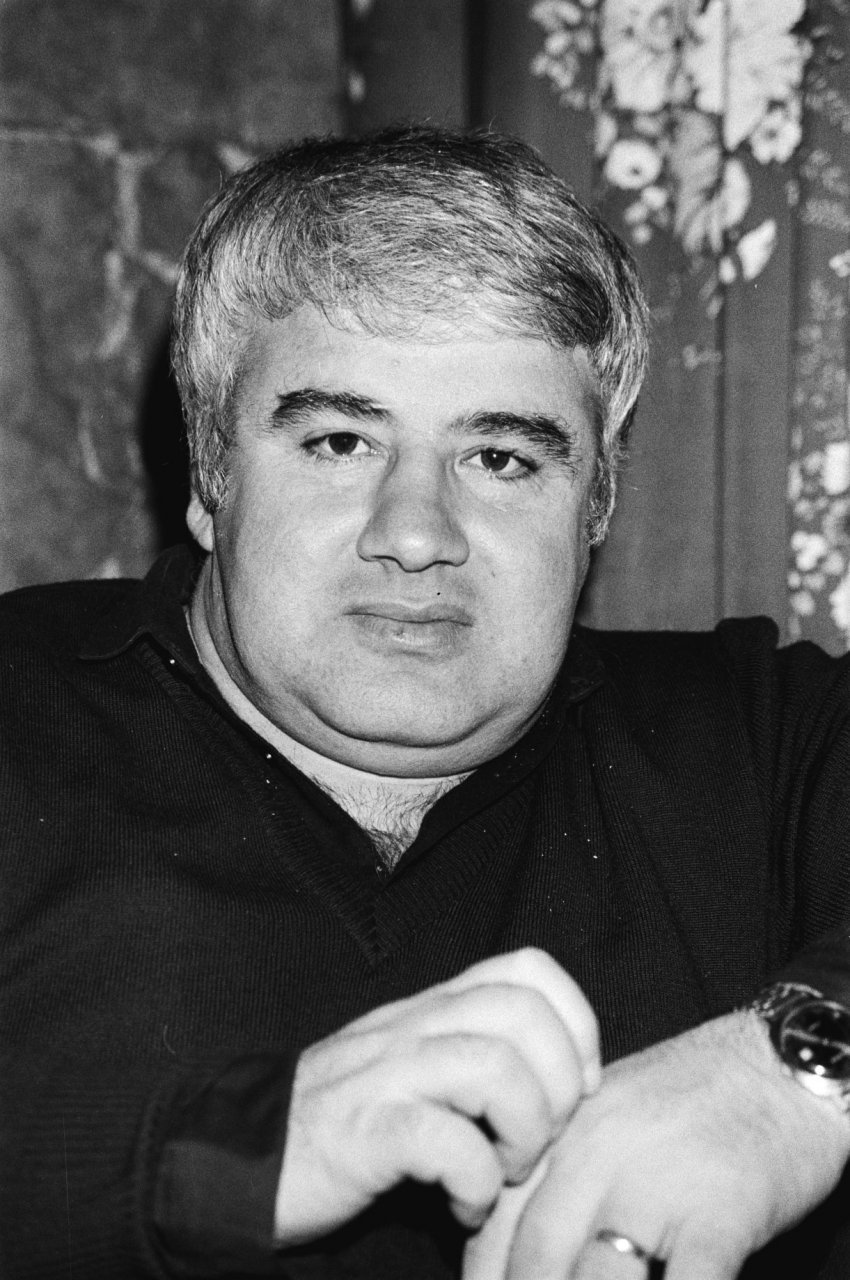
Нодар Ахалкаци — самый успешный тренер в истории «Динамо» Тбилиси

В 1979 году команда второй раз становится обладателем Кубка СССР. В финале, который прошёл в Москве 11 августа, соперником «Динамо» было «Динамо» (Москва). Основное и дополнительное время завершилось без забитых голов. В серии одиннадцатиметровых пенальти тбилисцы одолели соперника со счётом 5:4. Отличиться сумели Чивадзе, Дараселия, Шенгелия, Мачаидзе и Сулаквелидзе. Отар Габелия сумел парировать три удара.

### 1980-е годы
13 мая 1981 года «Динамо» завоевало Кубок обладателей кубков. В Дюссельдорфе тбилисцы обыграли «Карл Цейсс» со счётом 2:1. Голы забили Владимир Гуцаев и Виталий Дараселия. В 1982 году «Динамо» выбыло из розыгрыша в полуфинале. 13 декабря того же года в автокатастрофе погиб автор победного мяча Виталий Дараселия.
С 1983 года в истории «Динамо» начинается второй кризисный период. Ещё до чемпионата СССР этого года в команде произошла смена поколений: из состава прежних лет осталось лишь три футболиста — Шенгелия, Чивадзе и Сулаквелидзе (затем, правда, уже по ходу сезона к ним присоединился Гуцаев); в основном же в команде теперь играла молодёжь. В чемпионате команда занимает низкие места и из розыгрыша кубка выбывает на ранней стадии. В еврокубках выступит только один раз.
За время выступлений в чемпионате СССР «Динамо» Тбилиси в общем счёте провело 1424 матчей. 27 октября 1989 года «Динамо» проводит свой последний матч чемпионата СССР.

### 1990-е годы
В 1990 году Федерация футбола Грузии вышла из состава Федерации футбола СССР. Это означало, что грузинские клубы больше не будут принимать участие в советском чемпионате. Первую встречу чемпионата Грузии тбилисцы провели на собственной арене против «Колхети-1913» (Поти) 30 марта 1990 года и уступили 0:1. Тем не менее, «Иберия» в итоге стала чемпионом Грузии, и этот титул команда завоёвывала 9 лет подряд.
В 1992 году команда впервые выигрывает национальный кубок, победив сухумский «Цхуми». В 1993 году «Динамо» впервые сделало дубль, выиграв чемпионат и Кубок Грузии. 18 августа 1993 года «Динамо» обыграло «Линфилд» из Белфаста со счётом 2:1. Голы в матче забили Шота Арвеладзе и Гела Иналишвили. Ответная встреча завершилась вничью 1:1, но УЕФА сняла «Динамо» с розыгрыша из-за попытки подкупа арбитра. Судьям предложили 5000 долларов, однако рефери отказались. Впоследствии руководство «Динамо» будет утверждать, что деньги полагались на транспортные расходы.
В 1996 году «Динамо» под руководством Давида Кипиани прошло 3 этапа Кубка УЕФА. После побед над люксембургским «Гревенмахером» (4:0, 2:2), норвежским «Мольде» (2:1, 0:0) и московским «Торпедо» (1:0, 1:1) динамовцы уступили португальской «Боавиште» (1:0, 0:5). В том же году «Динамо» выиграло первый Суперкубок страны. В 2000 году «Динамо» уступило чемпионский титул.

### 2000-е годы
В начале двухтысячных во главе «Динамо» стал бизнесмен Бадри Патаркацишвили. В 2003 году клуб сумел сделать дубль, выиграв первенство и Кубок Грузии. На следующий год «Динамо» ещё раз завладело Кубком, а в 2005 стало чемпионом. В 2004 году «Динамо» под руководством хорватского тренера Иво Шушака одержало победу на международной арене. В Москве на Кубке Содружества динамовцы в финале обыграли рижский «Сконто» со счётом 3:1. В том же году тбилисцы успешно прошли квалификационные раунды Кубка УЕФА, обыграв БАТЭ (1:0, 3:2), пражскую «Славию» (2:0, 1:3), «Вислу» Краков (2:1, 3:4) и попали в групповой этап, где их соперниками были «Ньюкасл Юнайтед», «Спортинг» Лиссабон, «Сошо» и «Паниониос». «Динамо» проиграло все четыре встречи. Возглавлял команду Гия Гегучадзе.
Последний раз титул чемпиона Грузии «Динамо» завоевало в 2008 году под руководством чешского тренера Душана Угрина. Кубок Грузии динамовцы в последний раз выиграли в 2009 году, обыграв «Олимпи» из Рустави в серии пенальти. В январе 2011 года владельцем «Динамо» становится грузинский бизнесмен Роман Пипия. Команда успешно прошла три этапа Лиги Европы, но в плей-офф в дополнительное время не сумела обыграть афинский АЕК (0:1, 1:1). Сезон 2011/12 для «Динамо» оказался неудачным, и команда осталась без призового места.
В сезоне 2012/13 «Динамо» после 10-летней паузы выиграло национальное первенство и Кубок Грузии. В сезоне 2013/14 динамовцы повторили свой двойной успех.
В 2023 г. команда выступила против принятия закона об иностранных агентах и поддержала европейский путь развития Грузии.

## Стадион

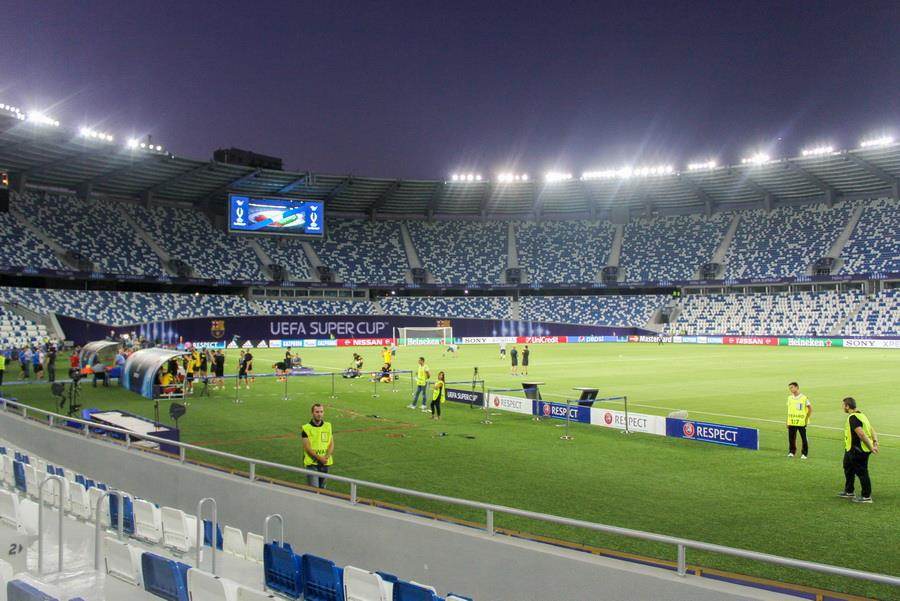
Динамо-Арена имени Бориса Пайчадзе

«Динамо» проводит свои матчи на стадионе Динамо-Арена. Он был построен в 1936 году по проекту грузинского архитектора Гия Курдиани. В то время стадион «Динамо» вмещал 35 тысяч зрителей. Впоследствии, в 1970-е годы, его вместимость была увеличена до 78 тысяч мест. Стадион «Динамо» в советские времена носил имя Л. Берии, а позже — Ленина. В постсоветское время был переименован в Национальный. С 1995 года носил имя грузинского футболиста Бориса Пайчадзе. В 2011 году стадиону возвращено имя «Динамо».
После реконструкции 2006 года на стадионе осталось 55 тысяч мест, оборудованных индивидуальными пластиковыми сидениями.

## Дерби и ультрас
У клуба «Динамо» есть два главных дерби, это матчи с клубом «Торпедо» Кутаиси (это дерби носит название грузинское дерби). Второе дерби с клубом «Локомотив» (это противостояние называется тбилисское дерби).
Ультрас-группа: «Gladiators 1998».
Друзьями считаются ультрас «Динамо» Киев, «Динамо» Загреб, «Жальгирис» Вильнюс, «Карпаты» Львов.
Плохие взаимоотношения ещё со времён СССР были с фанатами московского «Спартака».

## Официальные лица клуба
Согласно официальному сайту

### Руководство клуба
- Президент: Роман Пипия
- Генеральный директор: Тия Шаматава
- Спортивный директор: Георгий Немсадзе

## Тренерский и медицинский штаб
Согласно официальному сайту
- Главный тренер: Георгий Немсадзе
- Ассистент главного тренера: Заур Сванадзе
- Ассистент главного тренера: Лаша Челидзе
- Тренер вратарей: Гела Чантурия
- Тренер по физподготовке: Отар Гагнидзе
- Тренер по физподготовке: Тамаз Бабилодзе
- Тренер по физподготовке: Сергей Бойко
- Тренер-аналитик: Давид Гелашвили

## Достижения

### СССР
- Чемпионат СССР
  - Чемпион (2): 1964, 1978
  - Серебряный призёр (5): 1939, 1940, 1951, 1953, 1977
  - Бронзовый призёр (13): 1936 (осень), 1946, 1947, 1950, 1959, 1962, 1967, 1969, 1971, 1972, 1976 (весна), 1976 (осень), 1981
- Кубок СССР
  - Обладатель (2): 1976, 1979
  - Финалист (6): 1936, 1937, 1946, 1960, 1970, 1980

- Первая лига СССР
  - Победитель: 1936 (весна)

### Грузия
- Чемпионат Грузии
  - Чемпион (19, рекорд): 1990, 1991, 1992, 1993, 1994, 1995, 1996, 1997, 1998, 1999, 2003, 2005, 2008, 2013, 2014, 2016, 2019, 2020, 2022
  - Серебряный призёр (9): 2007, 2009, 2010, 2011, 2015, 2017, 2018, 2021, 2023
- Кубок Грузии
  - Обладатель (13, рекорд): 1992, 1993, 1994, 1995, 1996, 1997, 2003, 2004, 2009, 2013, 2014, 2015, 2016
  - Финалист: 2010
- Суперкубок Грузии
  - Обладатель (9, рекорд): 1996, 1997, 1999, 2005, 2008, 2014, 2015, 2021, 2023

### Международные
- Кубок обладателей кубков УЕФА
  - Обладатель: 1981
- Кубок Содружества
  - Обладатель: 2004
  - Финалист: 1995

## Статистика выступлений в еврокубках
| Сезон     | Статус                      | Раунд           | Страна            | Клуб                   | Счёт      |
| --------- | --------------------------- | --------------- | ----------------- | ---------------------- | --------- |
| 1972/1973 | Кубок УЕФА                  | 1/32            | Нидерланды        | Твенте                 | 3:2, 0:2  |
| 1973/1974 | Кубок УЕФА                  | 1/32            | Болгария          | Славия (София)         | 4:1, 0:2  |
| 1973/1974 | Кубок УЕФА                  | 1/16            | Югославия         | ОФК                    | 3:0, 5:1  |
| 1973/1974 | Кубок УЕФА                  | 1/8             | Англия            | Тоттенхэм              | 1:1, 1:5  |
| 1976/1977 | Кубок кубков                | 1/16            | Уэльс             | Кардифф Сити           | 0:1, 3:0  |
| 1976/1977 | Кубок кубков                | 1/8             | Венгрия           | МТК                    | 1:4, 0:1  |
| 1977/1978 | Кубок УЕФА                  | 1/32            | Италия            | Интернационале         | 1:0, 0:0  |
| 1977/1978 | Кубок УЕФА                  | 1/16            | Дания             | КБ                     | 4:1, 2:1  |
| 1977/1978 | Кубок УЕФА                  | 1/8             | Швейцария         | Грассхоппер            | 1:0, 0:4  |
| 1978/1979 | Кубок УЕФА                  | 1/32            | Италия            | Наполи                 | 2:0, 1:1  |
| 1978/1979 | Кубок УЕФА                  | 1/16            | Западный Берлин   | Герта                  | 0:2, 1:0  |
| 1979/1980 | Кубок европейских чемпионов | 1/16            | Англия            | Ливерпуль              | 1:2, 3:0  |
| 1979/1980 | Кубок европейских чемпионов | 1/8             | ФРГ               | Гамбург                | 1:3, 2:3  |
| 1980/1981 | Кубок кубков                | 1/16            | Греция            | Кастория               | 0:0, 2:0  |
| 1980/1981 | Кубок кубков                | 1/8             | Ирландия          | Уотерфорд Юнайтед      | 1:0, 4:0  |
| 1980/1981 | Кубок кубков                | 1/4             | Англия            | Вест Хэм Юнайтед       | 4:1, 0:1  |
| 1980/1981 | Кубок кубков                | 1/2             | Нидерланды        | Фейеноорд              | 3:0, 0:2  |
| 1980/1981 | Кубок кубков                | ФИНАЛ           | ГДР               | Карл Цейсс             | 2:1       |
| 1981/1982 | Кубок кубков                | 1/16            | Австрия           | ГАК                    | 2:0, 2:2  |
| 1981/1982 | Кубок кубков                | 1/8             | Франция           | Бастия                 | 1:1, 3:1  |
| 1981/1982 | Кубок кубков                | 1/4             | Польша            | Легия                  | 1:0, 1:0  |
| 1981/1982 | Кубок кубков                | 1/2             | Бельгия           | Стандард               | 0:1, 0:1  |
| 1982/1983 | Кубок УЕФА                  | 1/32            | Италия            | Наполи                 | 2:1, 0:1  |
| 1987/1988 | Кубок УЕФА                  | 1/32            | Болгария          | Локомотив (София)      | 1:3, 3:0  |
| 1987/1988 | Кубок УЕФА                  | 1/16            | Румыния           | Виктория (Бухарест)    | 2:1, 0:0  |
| 1987/1988 | Кубок УЕФА                  | 1/8             | ФРГ               | Вердер                 | 1:2, 1:1  |
| 1993/1994 | Лига чемпионов УЕФА         | 1Q              | Северная Ирландия | Линфилд                | 2:1, 1:1* |
| 1994/1995 | Кубок УЕФА                  | 1Q              | Румыния           | Университатя (Крайова) | 2:0, 2:1  |
| 1994/1995 | Кубок УЕФА                  | 1/32            | Австрия           | Тироль                 | 1:0, 1:5  |
| 1995/1996 | Кубок УЕФА                  | 1Q              | Болгария          | Ботев (Пловдив)        | 0:1, 0:1  |
| 1996/1997 | Кубок УЕФА                  | 1Q              | Люксембург        | Гревенмахер            | 4:0, 2:2  |
| 1996/1997 | Кубок УЕФА                  | 2Q              | Норвегия          | Молде                  | 2:1, 0:0  |
| 1996/1997 | Кубок УЕФА                  | 1/32            | Россия            | Торпедо (Москва)       | 1:0, 1:1  |
| 1996/1997 | Кубок УЕФА                  | 1/16            | Португалия        | Боавишта               | 1:0, 0:5  |
| 1997/1998 | Кубок УЕФА                  | 1/32            | Беларусь          | Славия-Мозырь          | 1:1, 1:0  |
| 1997/1998 | Кубок УЕФА                  | 1/16            | Португалия        | Брага                  | 0:4, 0:1  |
| 2004/2005 | Кубок УЕФА                  | 1Q              | Беларусь          | БАТЭ                   | 1:0, 3:2  |
| 2004/2005 | Кубок УЕФА                  | 2Q              | Чехия             | Славия (Прага)         | 2:0, 1:3  |
| 2004/2005 | Кубок УЕФА                  | 3Q              | Польша            | Висла (Краков)         | 2:1, 3:4  |
| 2004/2005 | Кубок УЕФА                  | Групповой раунд | Франция           | Сошо                   | 0:2       |
| 2004/2005 | Кубок УЕФА                  | Групповой раунд | Англия            | Ньюкасл Юнайтед        | 0:2       |
| 2004/2005 | Кубок УЕФА                  | Групповой раунд | Португалия        | Спортинг (Лиссабон)    | 0:4       |
| 2004/2005 | Кубок УЕФА                  | Групповой раунд | Греция            | Паниониос              | 2:5       |
| 2009/2010 | Лига Европы УЕФА            | 2Q              | Сербия            | Црвена звезда          | 2:0, 2:5  |
| 2010/2011 | Лига Европы УЕФА            | 1Q              | Эстония           | Флора                  | 2:1, 0:0  |
| 2010/2011 | Лига Европы УЕФА            | 2Q              | Швеция            | Ефле                   | 2:1, 2:1  |
| 2010/2011 | Лига Европы УЕФА            | 3Q              | Австрия           | Штурм                  | 0:2, 1:1  |
| 2011/2012 | Лига Европы УЕФА            | 1Q              | Молдова           | Милсами                | 2:0, 3:1  |
| 2011/2012 | Лига Европы УЕФА            | 2Q              | Уэльс             | Лланелли Таун          | 5:0, 1:2  |
| 2011/2012 | Лига Европы УЕФА            | 3Q              | Исландия          | Рейкьявик              | 4:1, 2:0  |
| 2011/2012 | Лига Европы УЕФА            | 4Q              | Греция            | AEK (Афины)            | 0:1, 1:1  |
| 2013/2014 | Лига чемпионов УЕФА         | 2Q              | Фарерские острова | ЭБ/Стреймур            | 7:1, 3:1  |
| 2013/2014 | Лига чемпионов УЕФА         | 3Q              | Румыния           | Стяуа                  | 0:2, 1:1  |
| 2013/2014 | Лига Европы УЕФА            | Плей-офф        | Англия            | Тоттенхэм Хотспур      | 0:5, 0:3  |
| 2014/2015 | Лига чемпионов УЕФА         | 2 Q             | Казахстан         | Актобе                 | 0:1, 0:3  |
| 2015/2016 | Лига Европы УЕФА            | 1 Q             | Азербайджан       | Габала                 | 2:1, 0:2  |
| 2016/2017 | Лига чемпионов УЕФА         | 2 Q             | Армения           | Алашкерт               | 2:0, 1:1  |
| 2016/2017 | Лига чемпионов УЕФА         | 3 Q             | Хорватия          | Динамо (Загреб)        | 0:1, 0:2  |
| 2016/2017 | Лига Европы УЕФА            | Плей-офф        | Греция            | ПАОК                   | 0:3, 0:2  |
| 2018/2019 | Лига Европы УЕФА            | 1 Q             | Словакия          | ДАК 1904               | 1:2, 1:1  |
| 2019/2020 | Лига Европы УЕФА            | 1 Q             | Андорра           | Энгордань              | 6:0, 1:0  |
| 2019/2020 | Лига Европы УЕФА            | 2 Q             | Азербайджан       | Габала                 | 2:0, 3:0  |
| 2019/2020 | Лига Европы УЕФА            | 3 Q             | Нидерланды        | Фейеноорд              | 0:4, 1:1  |
| 2020/2021 | Лига чемпионов УЕФА         | 1 Q             | Албания           | Тирана                 | 0:2       |
| 2020/2021 | Лига Европы УЕФА            | 2 Q             | Уэльс             | Коннас-Ки Номадс       | 1:0       |
| 2020/2021 | Лига Европы УЕФА            | 3 Q             | Фарерские острова | КИ Клаксвик            | 1:6       |

- После матча «Динамо» — «Линфилд» судья доложил УЕФА о попытке дачи взятки на сумму $5000 представителями хозяев, впоследствии результат матча был аннулирован, а клуб был дисквалифицирован из еврокубков.

## Технический спонсор
Puma

## Текущий состав
|    | Флаг Молдовы | Вр  | Степан Сикач          | 1988 |  |  |  |  |  |
| 1  | Флаг Грузии  | Вр  | Георгий Лория         | 1986 |  |  |  |  |  |
| 12 | Флаг Грузии  | Вр  | Мате Саури            | 2006 |  |  |  |  |  |
| 36 | Флаг Грузии  | Вр  | Папуна Беруашвили     | 2004 |  |  |  |  |  |
| 37 | Флаг Грузии  | Вр  | Михаил Макацария      | 2004 |  |  |  |  |  |
|    |              |     |                       |      |  |  |  |  |  |
| 3  | Флаг Грузии  | Защ | Александр Каландадзе  | 2001 |  |  |  |  |  |
| 4  | Флаг Грузии  | Защ | Лука Салуквадзе       | 2003 |  |  |  |  |  |
| 21 | Флаг Испании | Защ | Кадете                | 1994 |  |  |  |  |  |
| 22 | Флаг Грузии  | Защ | Темур Гогнадзе        | 2004 |  |  |  |  |  |
| 26 | Флаг Грузии  | Защ | Шота Кверенчхиладзе   | 2004 |  |  |  |  |  |
| 27 | Флаг Грузии  | Защ | Николоз Угрехелидзе   | 2003 |  |  |  |  |  |
| 31 | Флаг Грузии  | Защ | Георгий Майсурадзе    | 2002 |  |  |  |  |  |
| 35 | Флаг Нигерии | Защ | Сандей Харуна         | 2005 |  |  |  |  |  |
| 40 | Флаг Нигерии | Защ | Джошуа Акпудже        | 1998 |  |  |  |  |  |
|    |              |     |                       |      |  |  |  |  |  |
| 5  | Флаг Грузии  | ПЗ  | Александр Пейкришвили | 2006 |  |  |  |  |  |

| 6  | Флаг Грузии       | ПЗ  | Нодар Ломинадзе       | 2002 |  |  |  |  |  |
| 8  | Флаг Франции      | ПЗ  | Доминик Саймон        | 2000 |  |  |  |  |  |
| 13 | Флаг Литвы        | ПЗ  | Даниэль Романовский   | 1996 |  |  |  |  |  |
| 14 | Флаг Таджикистана | ПЗ  | Алишер Шукуров        | 2002 |  |  |  |  |  |
| 16 | Флаг Грузии       | ПЗ  | Леван Осикмашвили     | 2002 |  |  |  |  |  |
| 23 | Флаг Грузии       | ПЗ  | Георгий Мойцрапишвили | 2001 |  |  |  |  |  |
|    |                   |     |                       |      |  |  |  |  |  |
| 7  | Флаг Грузии       | Нап | Вахтанг Салия         | 2007 |  |  |  |  |  |
| 9  | Флаг Грузии       | Нап | Джадули Иобашвили     | 2004 |  |  |  |  |  |
| 17 | Флаг Грузии       | Нап | Ника Сихарулашвили    | 2003 |  |  |  |  |  |
| 18 | Флаг Гватемалы    | Нап | Оскар Сантис          | 1999 |  |  |  |  |  |
| 19 | Флаг Грузии       | Нап | Давид Гоциридзе       | 2004 |  |  |  |  |  |
| 30 | Флаг Грузии       | Нап | Торнике Окриашвили    | 1992 |  |  |  |  |  |
| 33 | Флаг Грузии       | Нап | Василиос Гордесиани   | 2002 |  |  |  |  |  |
|    | Флаг Грузии       | Нап | Торнике Киркитадзе    | 1996 |  |  |  |  |  |

## Тренеры
- 1935—1936: Григорий Пачулия
- 1936—1937: Дьюла Лимбек
- 1937—1939: Алексей Соколов
- 1939—1940: Михаил Бутусов
- 1940: Михаил Минаев
- 1940: Пётр Филиппов
- 1942—1943: Ассир Гальперин
- 1943—1944: Алексей Соколов
- 1945—1947: Андро Жордания
- 1948—1949: Михаил Бердзенишвили
- 1949: Михаил Минаев
- 1949—1950: Алексей Соколов
- 1950—1953: Михаил Якушин
- 1953—1954: Борис Пайчадзе
- 1954: Григорий Гагуа
- 1955: Андро Жордания
- 1956—1957: Гайоз Джеджелава
- 1958: Василий Соколов
- 1959—1961: Андро Жордания
- 1961: Автандил Гогоберидзе
- 1962: Нестор Чхатарашвили
- 1962—1964: Михаил Якушин
- 1964—1965: Гавриил Качалин
- 1966: Александр Котрикадзе
- 1967—1968: Вячеслав Соловьёв
- 1969—1970: Гиви Чохели
- 1971—1972: Гавриил Качалин
- 1973: Александр Котрикадзе
- 1974: Гиви Чохели
- 1974—1975: Михаил Якушин
- 1976—1983: Нодар Ахалкаци
- 1984—1985: Давид Кипиани
- 1985: Александр Котрикадзе
- 1985—1986: Нодар Ахалкаци
- 1987: Кахи Асатиани
- 1987—1988: Герман Зонин
- 1988—1991: Давид Кипиани
- 1992: Реваз Дзодзуашвили
- 1992—1994: Гиви Нодия
- 1994: Темур Чхаидзе
- 1994—1995: Сергей Кутивадзе
- 1995: Важа Жвания
- 1996—1997: Давид Кипиани
- 1998: Нодар Акобия
- 1998—1999: Муртаз Хурцилава
- 1999: Йохан Боскамп
- 1999—2000: Отар Коргалидзе
- 2000: Джемал Чимакадзе
- 2000—2001: Реваз Арвеладзе[16]
- 2001: Гоча Ткебучава
- 2001: Гиви Нодия
- 2002—2004: Иво Шушак
- 2004—2005: Гия Гегучадзе
- 2005: Хвича Касрашвили
- 2005—2006: Каха Цхададзе
- 2006: Андрей Чернышов
- 2006: Каха Качарава
- 2006—2008: Душан Угрин (ст.)
- 2008—2009: Райнер Цобель
- 2009—2010: Каха Качарава
- 2010: Тамаз Самхарадзе
- 2011—2012: Алекс Гарсия
- 2012: Георгий Девдариани
- 2012: Нестор Мумладзе
- 2012—2013: Душан Угрин (мл.)
- 2013—2014: Малхаз Жвания
- 2014: Михал Билек
- 2014—2015: Каха Гогичаишвили
- 2015—2016: Гия Гегучадзе
- 2016: Юрай Ярабек
- 2016—2017: Вячеслав Грозный
- 2017—2018: Каха Качарава
- 2018—2019: Заур Сванадзе
- 2019: Феликс Висенте
- 2019—2020: Каха Чхетиани
- 2020: Хиско
- 2021: Георгий Немсадзе
- 2021—2022: Кахабер Цхададзе
- 2022—2023: Георгий Чиабришвили
- 2023—2024: Андрес Карраско
- 2024: Фердинанд Фельдхофер
- 2024—н. в.: Владимир Какашвили

## Резервные команды
Команда «Динамо-2» — участник ряда сезонов первой лиги и Кубка Грузии. Серебряный (2007/08, 2012/13) и бронзовый (2013/14) призёр зоны «Восток» первой лиги.
Команда «Динамо-3» принимала участие в Кубке Грузии (сезоны 1998/99, 2002/03), участвовала также в сезоне 1998/99 первой лиги.
В советское время при тбилисском «Динамо» была образована футбольная школа (позднее — футбольный клуб) «Норчи Динамоэли» (груз. ნორჩი დინამოელი — молодое «Динамо»). Имеется также Академия «Динамо» Тбилиси (ранее — СДЮШОР «Динамо» Тбилиси).